# Partido de los Trabajadores (Uruguay)
El Partido de los Trabajadores (PT) es un partido político uruguayo de orientación trotskista y comunista, fundado en 1984. Participó de la Coordinadora por la Refundación de la Cuarta Internacional hasta 2020.

## Historia
Fue fundado en 1984 para intervenir en las elecciones nacionales de ese año, por parte del grupo trotskista denominado "Socialismo Revolucionario" (SR). A su vez, Socialismo Revolucionario  fue creado por militantes de izquierda en la lucha contra la dictadura cívico-militar. Su candidato presidencial en esa ocasión fue el maestro Juan Vital Andrada. Desde ese entonces se ha presentado a todos los comicios.
En las elecciones presidenciales de 2004, su candidato fue el militante sindical bancario Rafael Fernández Rodríguez. El Partido de los Trabajadores obtuvo en esa oportunidad 513 votos.
Este partido tiene militantes y adherentes mayormente en los sectores de la construcción, bancario, educación, curtiembres y municipales.
De cara a las elecciones de 2009, negoció un acuerdo con Asamblea Popular, que no prosperó. En consecuencia, comparecieron en solitario en los comicios de junio en las cuales no lograron los 500 votos necesarios legalmente y por lo tanto no pudieron participar de las elecciones nacionales de octubre de 2009. Por esto el partido convocó a votar solamente por la papeleta rosada para anular la ley de caducidad.
Tribuna de los Trabajadores es el órgano de prensa del Partido de los Trabajadores, que aunque con cierta irregularidad sale quincenalmente.
Para las elecciones de 2014, el partido realizó contactos para votar con lista propia dentro del lema Unión Popular. Finalmente se presentó a las elecciones internas con su lema, teniendo como candidato presidencial a Rafael Fernández, y obteniendo 711 votos.
El 26 de julio de 2014 se reunió su convención nacional en el Club Aguada y se proclamó como candidata a la vicepresidencia a Andrea Revuelta, docente y dirigente de AFUTU; quedando el partido habilitado para participar en los comicios nacionales de octubre de 2014.
En las elecciones nacionales del 26 de octubre de 2014 obtuvo 3.218 votos; lo que representa la mayor votación que obtuvo en su historia.
En mayo del 2015 se presenta en las elecciones municipales con tres candidatos a intendente: Andrea Revuelta, por Montevideo; Rogelio Rodríguez, por Canelones y Wilder Lacuesta, por Rivera.
En las internas de 2019 el PT superó los 500 votos, por lo que pudo presentarse a las presidenciales de octubre.
En las Elecciones Generales de 2024 formarán parte del acuerdo político-electoral Unidad Popular - Frente de Trabajadores, definieron a Gonzalo Martínez de Unidad Popular como candidato a Presidente, y a Andrea Revuelta del Partido de los Trabajadores como candidata a Vicepresidenta.